# Sunset-Fjord
Der Sunset-Fjord (englisch fürSonnenuntergangsförde) ist eine Nebenbucht im südwestlichen Winkel der Bay of Isles an der Nordküste Südgeorgiens.
Der US-amerikanische Ornithologe Robert Cushman Murphy kartierte sie bei seiner Reise mit der Brigg Daisy (1912–1913) und benannte die Bucht so, da zu der Jahreszeit von Murphys Kartierung die Sonne genau hinter der Bucht untergeht.